# 魔術 (小説)
『魔術』（まじゅつ）は、芥川龍之介の短編小説。他の芥川作品とも共通する、人間のエゴイズムを描いた作品である。

## 概略
1920年（大正9年）1月に雑誌『赤い鳥』にて発表された児童向け文学作品である。我欲を捨てる事を条件に魔術を習得しようとする主人公が、最後の最後で欲を捨てきれないのが明らかになって現実に引き戻される、どんでん返しの効果を生かした作品。

## あらすじ
主人公の「私」は、ある時雨のふる陰気な秋の夜、当時は淋しい東京郊外であった大森の、インドの独立運動活動家であるマティラム=ミスラ君の住宅を訪れる。ミスラ君はインド魔術の使い手であり、私はかねてから、彼の魔術を見せてもらう約束をしていたのである。
その夜、ミスラ君の家の薄暗い応接間で見たあざやかな魔術の数々に、私は驚嘆する。ぜひ私にも魔術を教えてほしいと頼む私に、ミスラ君は乗り気ではない様子だったが、一つの条件を出す。その条件とは「欲を捨てることです。欲のある者には、魔術は使えません。あなたには、それができますか。」私が「魔術を教えてくれるなら、欲を捨てられます」と約束すると、ミスラ君は疑わしそうだったが、老女中に「オ婆サン、オ客様ガオ泊リニナルカラ、寝床ノ仕度ヲシテオクレ」と命じた。
魔術を教わってから一月ほど後、私は銀座のクラブで、友人たちと集まっていた。友人のひとりが「君はさいきん魔術を使うというが、ひとつ見せてくれないか」と言う。「ああいいよ」と気軽に承諾した私は、燃えている暖炉に手を突っ込み、両手で燃える石炭をつかみ出した。そしてそれを床にまき散らすと、石炭はたちまち金貨になり、床じゅうにとび散った。
呆然としていた一同は、金貨が本物であることを確かめると「これはすごい」「これなら、すぐに三井や岩崎のような大金持ちだろう」と褒めるが、私は「いや、魔術は欲を出すと使えないのだ。この金貨も、またすぐに暖炉に放り込んで、もとの石炭にしてしまうつもりさ」と答える。それを聞いた友人たちは「もったいない」「やめろ」と口々に反対し、結局私は、その金貨の山を賭け、友人たちとトランプの勝負をすることになった。
いやいや始めた私だったが、なぜかその夜は不思議に勝ち続け、興が乗って、ついにその場の賭け金は、すべて私のものになった。熱くなった友人の一人が、自分の全財産を賭けて勝負すると宣言する。「僕は僕の財産をすっかり賭ける。その代り君はあの金貨のほかに、今まで君が勝った金をことごとく賭けるのだ。さあ、引き給え！」
私はつい、ここで欲が出た。このカードの一枚で、相手の資産をそっくり手に入れられるのだ。私はこっそり魔術を使った。
「9だ。」
「キング。」私は勝ち誇った声で、まっ蒼になった相手の眼の前へ、札を出して見せた。すると、そのトランプのキングがにやりと笑い、ミスラ君の声で「オ婆サン、オ客様ハ、オ帰リニナル、寝床ノ仕度ハ、シナクテモイイヨ」と言った。
気がつくと、私はまだあの秋の夜の、ミスラ君の部屋にいた。私が欲を捨てられない人間であることは、今見たばかりの幻で、はっきりしてしまったのだ。
恥じて下を向いた私を、ミスラ君は静かに「魔術を使うには、欲を捨てなければなりません。あなたはまだ、それだけの修業が出来ていないのです」とたしなめるのだった。

## 映像化作品
- 『BUNGO -日本文学シネマ-』 - TBSやBS-TBSなどで放送された文豪の短編作品を原作にドラマ化した30分の短期ドラマシリーズ。『魔術』の主演は塚本高史。2010年2月放送。